# 대 (시호)
대(戴)는 시호에 쓰이는 글자다. 《일주서》 〈시법해〉에는 애민호치(愛民好治), 전례불색(典禮不塞)을 일컫는다 한다.

## 대왕
- 전한 교동대왕 유통평
- 전한 사수대왕 유하
- 전한 광천대왕 유문
- 전한 성양대왕 유회

## 대공
- 소 대공
- 송 대공
- 위 대공

## 대후
- 채 대후

## 대백
- 숙손대백
- 조 대백